# Armada (album)
Armada – trzeci album studyjny norweskiej grupy muzycznej Keep of Kalessin. Wydawnictwo ukazało się 27 marca 2006 roku nakładem wytwórni muzycznej Tabu Recordings.
W ramach promocji do utworu „Crown Of The Kings” został zrealizowany teledysk, który wyreżyserował Christian Falch.

## Lista utworów
Źródło.
| Nr  | Tytuł utworu                     | Długość |
| --- | -------------------------------- | ------- |
| 1.  | „Surface” (utwór instrumentalny) | 01:09   |
| 2.  | „Crown Of The Kings”             | 07:11   |
| 3.  | „The Black Uncharted”            | 06:52   |
| 4.  | „Vengeance Rising”               | 05:01   |
| 5.  | „Many Are We”                    | 04:52   |
| 6.  | „Winged Watcher”                 | 03:53   |
| 7.  | „Into The Fire”                  | 04:10   |
| 8.  | „Deluge” (utwór instrumentalny)  | 02:43   |
| 9.  | „The Wealth Of Darkness”         | 06:26   |
| 10. | „Armada”                         | 07:32   |
|     |                                  | 49:49   |

## Wydania
| Rok  | Nr katalogowy | Format           | Wytwórnia           | Region            | Źródło |
| ---- | ------------- | ---------------- | ------------------- | ----------------- | ------ |
| 2006 | TABU 019      | CD, Album        | Tabu Recordings     | Norwegia          | [ 5 ]  |
| 2006 | BOBV052LP     | 2xLP, Album, Ltd | Back On Black       | Wielka Brytania   | [ 5 ]  |
| 2006 | CDL 0224 CD   | CD, Album        | Candlelight Records | Stany Zjednoczone | [ 5 ]  |
| 2006 | FO577CD       | CD, Album        | Фоно                | Rosja             | [ 5 ]  |